# الخطوط الجوية الرئاسية
طيران بريزيدنت (بالإنجليزية: President Airlines) هي شركة طيران مقرها في بنوم بنه في كمبوديا. كانت مملوكة للقطاع الخاص وتدير رحلات ركاب مجدولة من بنوم بنه إلى وجهات محلية، بالإضافة إلى رحلات إلى تايلاند والصين وهونغ كونغ من مطار بنوم بنه الدولي. أخيرًا أغلقت شركة طيران بريزيدنت في عام 2007.

## تاريخ الشركة
تأسست شركة طيران بريزيدنت عام 1997 وبدأت أعمالها في أكتوبر 1998. في البداية، قامت بتشغيل طائرة واحدة من طراز فوكر إف 28 لنقل الركاب والبضائع من بنوم بنه إلى سيام ريب. وبعد ذلك قامت الشركة بتوحيد خطوطها المحليّة وفتح خدمات دولية. عام 2002 انضمت شركة الطيران إلى اتحاد النقل الجوي الدولي، مما يسمح لوكلاء السفر الأعضاء في اتحاد النقل الجوي الدولي بإصدار التذاكر من خلال أنظمة الحجز الخاصة بهم.[بحاجة لمصدر]

## الوجهات

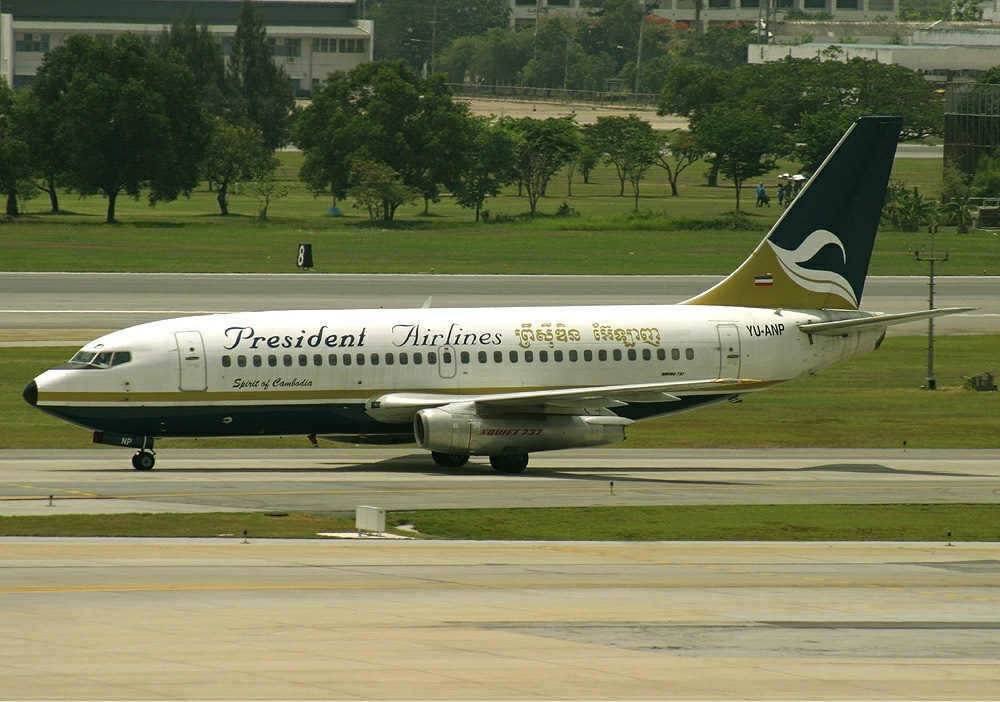
طائرة بوينج 737-200 تابعة لشركة بريزيدنت إيرلاينز في مطار دون موينج الدولي - 2003

عند الإغلاق، كانت شركة طيران بريزيدنت قد شغلت الخدمات التالية:[بحاجة لمصدر]
| كمبوديا | تايلاند                          |
| --- | -------------------------------- |
| - بنوم بنه ( مطار بنوم بنه الدولي ) - راتاناكيرى ( مطار راتاناكيرى ) - مدينة سيام ريب ( مطار سيام ريب الدولي ) | بانكوك ( مطار دون موينج الدولي ) |

## الأسطول

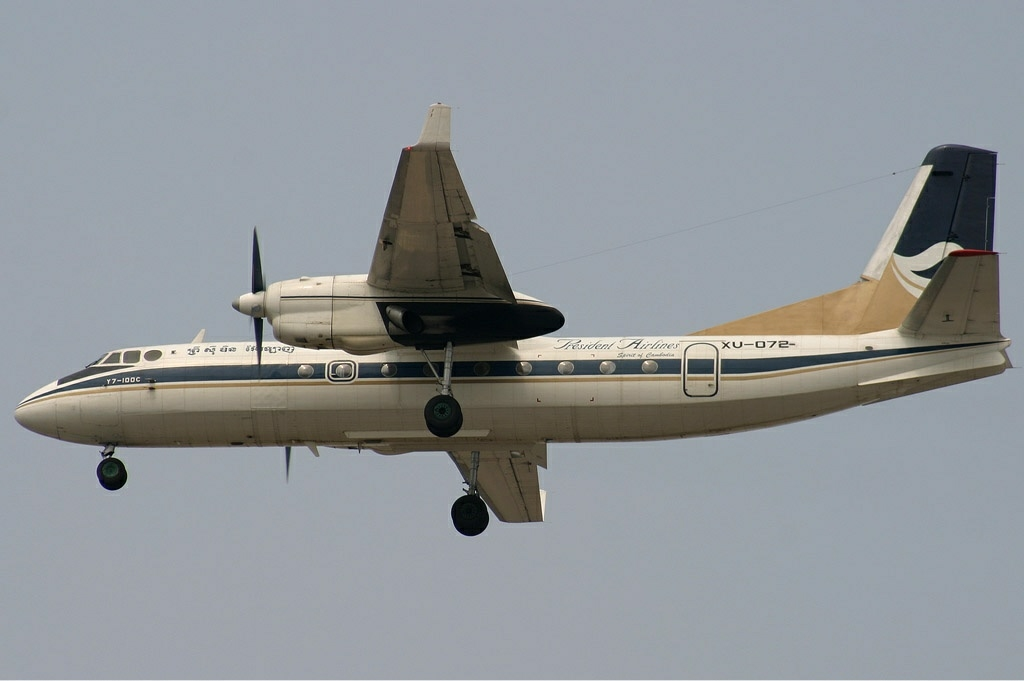
طائرة Xian Y-7 تابعة لشركة بريزيدنت إيرلاينز في مطار دون موينج الدولي - 2005

تضمن أسطول شركة طيران بريزيدنت الطائرات التالية:
| الطائرة             | المجموع | بدا  | توقف |
| ------------------- | ------- | ---- | ---- |
| أنتونوف 12          | 3       | 1999 | 2003 |
| أنتونوف AN-24RV     | 5       | 1999 | 2005 |
| أنتونوف 26          | 1       | 1999 | 2002 |
| بيتشكرافت 90        | 1       | 1998 | 2002 |
| بوينج 737-200       | 1       | 2003 | 2004 |
| فوكر اف 27 فريندشيب | 1       | 1998 | 2005 |
| زمالة فوكر F28      | 1       | 1998 | 2002 |
| شيان واي-7          | 1       | 2005 | 2005 |

## روابط خارجية
- الموقع الرسمي (غير موجود)